# 다키베촌 (야마구치현)
다키베촌(滝部村)은 일본 야마구치현 도요우라군에 설치되었던 촌이다. 현재의 시모노세키시의 일부에 해당한다.